# Phil Hartman
Phil Hartman (de nom complet Philip Edward Hartmann) fou un actor canadenc nascut el 24 de setembre de 1948 a Brantford, Ontario, Canadà i mort el 28 de maig de 1998 a Califòrnia, Estats Units per homicidi. És famós per haver posat la veu a Troy McClure i Lionel Hutz de la sèrie animada Els Simpson, personatges que ja no van aparèixer després de la seva mort. També va treballar en pel·lícules com Small Soldiers i Jingle All the Way. Abans d'entrar a Els Simpson, va treballar diverses temporades en televisió en el programa Saturday Night Live, late show nord-americà en què es van fer famosos molts comediants.

## Carrera en televisió
El 1986, Hartman es va unir al repartiment del popular programa de varietats de la NBC, Saturday Night Live, i hi va romandre durant vuit temporades, la qual cosa era un rècord de l'època. Hartman era conegut per les seves imitacions, entre les quals les de l'ex president Ronald Reagan, Charlton Heston, Frank Sinatra, Telly Savalas, Ed McMahon, Michael Caine, Jack Nicholson, Barbara Bush, Burt Reynolds, Phil Donahue, i l'anterior president Bill Clinton, que era potser la seva imitació més coneguda. Entre els seus altres personatges en el Saturday Night Live hi havia el monstre de Frankenstein i l'Advocat Cavernícola Descongelat. Retornà dues vegades com a amfitrió del programa després de la seva sortida el 1994.
El 1994, Hartman va deixar el SNL. La seva última escena a Saturday Night Live consistia en ell tractant de consolar Chris Farley (qui estava disfressat com el seu personatge de Matt Foley). El següent projecte de Hartman havia de ser un programa de varietats que portaria el seu propi nom, però després que Dana Carvey anunciés els seus plans per al seu propi programa de varietats, Hartman va preferir dedicar els esforços a un programa de situacions més estàndard. El 1995 va esdevenir una de les estrelles del programa còmic NewsRadio, on va interpretar al locutor de notícies per ràdio Bill McNeal.
De 1991 a 1998, Hartman va donar veu a diversos personatges de la popular sèrie d'animació Els Simpson, incloent el dubtós advocat Lionel Hutz, l'actor Troy McClure, Tom, el "germà major" de Bart, i el relliscós embaucador del monoriel Lyle Lanley. En l'episodi "Selma's Choice," va donar veu a cinc personatges diferents, entre els quals McClure i Hutz. També va fer la veu de Bill Clinton.